# Helmut Bracht
Helmut „Jockel“ Bracht (* 11. September 1929 in Dortmund; † 12. Mai 2011 in Seppenrade) war ein deutscher Fußballspieler und -trainer. Mit Borussia Dortmund wurde er 1956, 1957 und 1963 dreimal Deutscher Meister und 1961 einmal Vizemeister. Er ist neben Wilhelm Burgsmüller der einzige Spieler, der bei allen drei Meisterschaften der Borussia vor Gründung der Bundesliga in der Finalmannschaft stand.

## Werdegang

### Anfänge
Bracht wurde unweit des Dortmunder Borsigplatzes geboren und war bereits als Schüler und Jugendspieler für den BVB aktiv. Ab dem Jahr 1943 war es ihm kriegsbedingt vorerst nicht mehr möglich, zu spielen, nach Kriegsende zog er mit seinen zwei Geschwistern und der Mutter nach dem Verlust ihres Zuhauses nach Lünen. In der Folge spielte „Jockel“ dort für die Stadtteilklubs Preußen Horstmar und den BV Brambauer sowie beim Lüner SV.

### Oberliga West und Fußball-Bundesliga, 1955 bis 1964
Zwischen 1948 und 1955 stand der Mittelfeldspieler für Westfalia Herne und die SpVgg Herten auf dem Feld, in der letzten Saison in Herten belegte er mit den Grün-Weißen von der Kampfbahn Katzenbusch hinter dem Wuppertaler SV, Hamborn 07 sowie dem VfB Bottrop den vierten Rang. Bracht hatte unter Trainer Wilhelm Kronsbein an der Seite von Mitspielern wie Hans Barwenzik und Heinz Dokter 27 Ligaspiele absolviert. Sein Debüt in der ersten Mannschaft bei Borussia Dortmund gab der zumeist als linker Außenläufer im damaligen WM-System agierende Bracht nach seiner Rückkehr dann in der Oberliga West 1955/56 am fünften Spieltag, als der BVB den 1. FC Köln im Heimspiel am 18. September 1955 mit 3:0 Toren besiegen konnte. Bracht hatte es dabei überwiegend mit dem Kölner Halbrechten Hans Sturm zu tun. Trainer Helmut Schneider setzte den Nachfolger von Erich Schanko in 25 Ligabegegnungen ein und der BVB feierte mit dem legendären Innentrio Alfred Preißler, Alfred Kelbassa und Alfred Niepieklo (Die drei Alfredos) die Meisterschaft in der Oberliga West. In der Endrunde um die deutsche Meisterschaft qualifizierte sich Dortmund nach Erfolgen über den Hamburger SV, den VfB Stuttgart und Viktoria 89 Berlin für das Finale. Am 24. Juni 1956 setzte sich der Westmeister in Berlin mit 4:2 gegen den Karlsruher SC durch und Bracht wurde prompt in seiner ersten Oberligarunde mit dem Verein Deutscher Meister. Die Läuferreihe des Meisters setzte sich aus Elwin Schlebrowski, Max Michallek und „Jockel“ Bracht zusammen.
In der Saison 1956/57 gelang Bracht und seinen Mannschaftskollegen zuerst die Titelverteidigung in der Oberliga West und danach der erneute Triumph in der deutschen Meisterschaft 1957. Einmalig in der Historie des deutschen Fußballs ist, dass Dortmund mit der identischen Final-Besetzung die Titelverteidigung glückte. Im Jahr der Weltmeisterschaft 1958 in Schweden kam die Elf vom Borsigplatz zwar lediglich auf den fünften Rang, persönlich verbuchte der zwischenzeitlich durch die berufliche Tätigkeit in seiner Mineralölvertretung als „Ölprinz“ bekannte Bracht durch seinen Einsatz in allen 30 Oberligaspielen mit sechs Toren seine beste Rundenbilanz. Diese Leistung wurde auch durch die Aufnahme in das „Revier-Team 1957/58“ gewürdigt. Bracht bildete dort zusammen mit Karl Borutta und Willi Koll die Läuferreihe. Später berichtete er über diese Zeit: „Fritz Walter und Hans Schäfer waren meine ärgsten Widersacher, die ich aber meist an der kurzen Leine hielt“. Nach einem weiteren fünften Rang 1959 – wiederum hatte Bracht alle 30 Ligaspiele absolviert – kam in der Serie 1959/60 unter Trainer Max Merkel und mit den Offensivkräften Timo Konietzka (25 Tore) und Jürgen Schütz (25 Tore) neuer Schwung in das BVB-Team. Zur Vizemeisterschaft 1961 in der Oberliga West hatte „Jockel“ Bracht in 20 Ligaspielen seinen Beitrag geleistet, in der Endrunde um die deutsche Meisterschaft – wie auch im mit 0:3 verlorenen Finale gegen den 1. FC Nürnberg – kam er aber nicht zum Einsatz.
Im letzten Jahr des alten erstklassigen Oberligasystems, 1962/63, kam Bracht unter Trainer Hermann Eppenhoff bei dem Erreichen der Vizemeisterschaft hinter Meister Köln zu 18 Ligaeinsätzen, war aber dann in der Endrunde um die deutsche Meisterschaft in der Gruppenphase ab dem dritten Spieltag, beim mit 3:2 gewonnenen Heimspiel gegen den Hamburger SV, einschließlich des Finales in der Mannschaft des Deutschen Meisters des Jahres 1963 aktiv. Der 4:0-Erfolg am letzten Gruppenspieltag bei den vom vormaligen BVB-Trainer Merkel betreuten „Löwen“ von 1860 München brachte die Entscheidung zum Einzug ins Endspiel. Die Meisterschaftsschale holte sich Dortmund gegen die favorisierten Kölner mit einem 3:1-Sieg am 29. Juni 1963 in Stuttgart. Dieter Kurrat, Wolfgang Paul und Bracht bildeten dabei gegen den Kölner Innensturm mit Hans Schäfer, Anton Regh und Karl-Heinz Ripkens die Läuferreihe des letzten Meisters der alten Oberligaära. Mit den Worten „Die feinen Pinkel vom Rhein, die Frauen von denen hatten breite Hüte auf, die kamen daher und dachten, was wollen denn die armen Säckel aus dem stinkigen Kohlenpott ...Und dann haben wir denen mal gezeigt, wo es langging!“ kommentierte der Spieler diesen Erfolg später.
Bracht absolvierte von 1955 bis 1963 für Dortmund in der Oberliga West 201 Spiele und schoss dabei fünf Tore. In den Endrunden um die deutsche Meisterschaft kam er auf 15 Einsätze mit einem Tor. Seine Karriere als Aktiver beendete er 1964 nach elf Spielen in der Fußball-Bundesliga. Er gehörte zu dem Spielerkreis, der am 24. August 1963, dem Starttag der neuen Ligakonzentration in Deutschland, die Bundesliga zum Laufen brachte. Dortmund verlor mit Bracht 2:3 bei Werder Bremen. Am letzten Rundentag, dem 9. Mai 1964, bei der 0:2-Niederlage gegen Eintracht Braunschweig beendete er auch seine aktive Spielerkarriere. Bracht wird zu den „vergessenen Nationalspielern“ des BVB gezählt.

### Europacup, 1956 bis 1964
Durch die drei Meisterschaftserfolge 1956, 1957 und 1963 erlebte der kampfstarke, defensivtreue und nie aufsteckende Außenläufer des BVB auch den Reiz der Europacupspiele. Von 1956 bis 1964 kam er im Meisterwettbewerb auf 13 Einsätze mit einem Tor. Den Treffer erzielte er am 1. August 1956, beim ersten EC-Spiel Dortmunds, als Spora Luxemburg mit 4:3 besiegt wurde. Erinnerungswürdige Begegnungen waren 1956/57 die Auseinandersetzungen mit Manchester United (2:3/0:0), wobei es die BVB-Läuferreihe mit Billy Whelan, Tommy Taylor und Duncan Edwards zu tun hatte. Das Gleiche trifft auf die zwei Spiele 1957/58 gegen den italienischen Meister AC Mailand (1:1/1:4) mit deren Stars Cesare Maldini und Nils Liedholm zu. Mit 34 Jahren verabschiedete sich der Routinier 1963/64 in den Halbfinalspielen gegen Inter Mailand (2:2/0:2) von der internationalen Bühne. Nochmals hatte er sich in den Zweikämpfen gegen Jair da Costa, Sandro Mazzola, Aurelio Milani, Luis Suárez und Mario Corso mit internationalen Größen gemessen.

## Nach der Karriere
Nach dem Ende seiner Karriere war Bracht zunächst Talentscout und später Obmann bei der Borussia. Unter Oswald Pfau gehörte er als Assistent zum Trainerteam. Nachdem dieser kurz vor Weihnachten 1968 einen Herzinfarkt erlitten hatte, wurde Helmut Schneider ab 1. Januar 1969 als Nachfolger verpflichtet und Bracht war interimistisch für die Trainingsarbeit zuständig – nach der von Pfau noch verantworteten 3:4-Niederlage bei Schlusslicht Kickers Offenbach am 7. Dezember hatte die Winterpause bereits begonnen, so dass er bei keinem Ligaspiel an der Seitenlinie stand. Obwohl der BVB in der Spielzeit 1969/70 unter Trainer Hermann Lindemann den fünften Tabellenplatz erreichte, hatte die Vereinsführung bereits im April 1970 Horst Witzler als neuen Cheftrainer für die folgende Spielzeit verpflichtet. Da Lindemann im Anschluss an eine direkt nach Saisonende anstehende Mexikoreise mit zwei Spielen der Dortmundern in den Urlaub ging, sprang Bracht erneut bis zum Dienstantritts des zuvor noch beim Zweitligisten Schwarz-Weiß Essen gebundenen Nachfolgers Anfang Juli interimistisch als Leiter der Trainingsarbeit ein und war während der Sommerpause bei den Spielen im Intertoto-Cup 1970 verantwortlich. Im Juli 1971 trat er als Spielausschussvorsitzender zurück. Seit 1974 gehörte er dem Ältestenrat von Borussia Dortmund an, dessen Vorsitz er von 1995 bis 2001 innehatte.
Bracht, gelernter Kaufmann, übernahm 1957 die Generalagentur der deutschen Shell in Dortmund und gründete dort 1960 einen Rohrreinigungs- und Kanaltechnikbetrieb. Er war damit einer der ersten Fußballer, der sich noch während seiner fußballerischen Laufbahn selbständig machte. 1992 gründete er einen Handel für Nahrungsergänzungsmittel, der jedoch 1994 wieder liquidiert wurde.
Bracht verstarb 2011 im Alter von 81 Jahren an der Seite seiner Ehefrau Karin und wurde auf dem evangelischen Friedhof von Brechten beigesetzt.